# Naima Moreira-Laliberte
Naima Moreira-Laliberte   (Montreal, 30 d'octubre de 1996) és una atleta de l'equip eqüestre canadenc de doma.
Als Jocs Panamericans de doma per equips va guanyar l'or el 2019 a Lima amb Jill Irving, Tina Irwin i Lindsay Kellock. Moreira-Laliberté va néixer a Mont-real i va créixer a Outremont, Quebec. És filla de l'empresari canadenc Guy Laliberté.